# شهرستان یل (آرکانزاس)
شهرستان یل، آرکانزاس (به انگلیسی: Yell County) یک شهرستان در ایالات متحده آمریکا است که در آرکانزاس واقع شده‌است.

## خصوصیات
شهرستان یل ۲٬۴۵۷٫۹۱ کیلومترمربع مساحت دارد.